# Joseph Sak
Joseph Sak SDB (* 16. Januar 1875 in Hechtel-Eksel, Belgien; † 15. März 1946 in Élisabethville) war ein belgischer Ordenspriester und römisch-katholischer Bischof.

## Leben
Er besuchte das Seminar von Saint-Roch bei Ferrières in Belgien und trat 1895 in das Noviziat der Salesianer Don Boscos in Lüttich ein. Nachdem er am 3. Oktober 1896 die Ordensgelübde abgelegt und seine philosophischen und theologischen Studien absolviert hatte, wurde er am 23. September 1899 zum Priester geweiht. Er wirkte zunächst von 1901 bis 1907 als Lehrer und Präfekt im Berchmans-Institut in Lüttich, dann 1907/08 als Lehrer in Hechtel und  von 1908 bis 1911 als Präfekt in Verviers. 
1911 wurde er von den Ordensoberen zum Leiter einer Missionsexpedition in den Belgisch-Kongo bestimmt, wo er zunächst eine Schule und ein Kolleg in Elisabethville (heute Lubumbashi) gründete. 
Am 14. Juli 1924 wurde er von Papst Pius XI. zum Präfekten von Luapula Superiore in der heutigen Demokratischen Republik Kongo ernannt. Am 14. November 1939 ernannte ihn Papst Pius XII. zum Apostolischen Vikar von Sakania, verbunden mit dem Titularbistum Scilium. Er wurde am 17. April 1940 durch Bischof Camille Valentin Stappers OFM und dem Mitkonsekrator Jean-Félix de Hemptinne OSB zum Bischof geweiht.